# Chiều ngang qua phố cũ
Chiều ngang qua phố cũ là một bộ phim truyền hình được thực hiện bởi Trung tâm Phim truyền hình Việt Nam, Đài Truyền hình Việt Nam do Trịnh Lê Phong làm đạo diễn. Phim được chuyển thể từ kịch bản cùng tên của Nguyễn Hồng Trâm và Chu Hồng Vân. Phim phát sóng vào lúc 20h45 thứ 5, 6 hàng tuần bắt đầu từ ngày 2 tháng 12 năm 2016 và kết thúc vào ngày 31 tháng 3 năm 2017 trên kênh VTV1.

## Nội dung
Chiều ngang qua phố cũ xoay quanh câu chuyện về một đại gia đình Hà Nội gốc với bốn người con là: Hà (Bùi Bài Bình), Thành (Anh Tú), Thanh (Xuân Trường), Lịch (Hoa Thúy). Khi cuộc sống của bốn gia đình với những nàng dâu, chàng rể êm đềm trôi qua trong quan hệ huyết thống bền chặt thì chỉ từ lời phán bởi một ông thầy phong thủy về mộ phần của dòng họ, những biến cố đã bắt đầu xảy đến. Trước thực tế cuộc sống khó khăn ấy khiến những người con buộc lòng phải rao bán căn nhà cổ do cha mẹ để lại. Trước số tài sản lớn, một cuộc chiến đòi quyền lợi bùng nổ, mối quan hệ vợ chồng, anh em cũng bị chia rẽ tưởng như không thể hàn gắn...

## Diễn viên

### Diễn viên chính
- Bùi Bài Bình trong vai Hà[4]
- Anh Tú trong vai Thành[4]
- Xuân Trường trong vai Thanh[4]
- Hoa Thúy trong vai Lịch[4]
- Nguyễn Minh Trang trong vai Phương[5]
- Kim Oanh trong vai Hoa
- Hoàng Lan trong vai Hạnh
- Công Lý trong vai Tuyền[5]

### Diễn viên phụ
- Thanh Sơn trong vai Hoàng
- Trần Nghĩa trong vai Thuận[6]
- Quang Anh trong vai Trọng
- Đỗ Hà Anh trong vai Thủy
- Huyền Thạch trong vai Hằng
- Trần Vân trong vai Vy
- Hồng Minh trong vai Tiến
- Vinh Kiên trong vai Tuấn
- Huyền Trang trong vai Xuân
- Kiều Trang trong vai Ngọc Linh
- Đức Hà trong vai Hùng

Và một số diễn viên khác...

## Nhạc phim
- Thật lòng không muốn xa

Sáng tác: Đặng Duy Chiến
Thể hiện: Minh Quân
- Chiều ngang phố cũ

Sáng tác: Đặng Duy Chiến
Thể hiện: Minh Quân

## Giải thưởng
| Năm  | Giải thưởng                                | Hạng mục                    | (Người) đề cử     | Kết quả       | Tham khảo |
| ---- | ------------------------------------------ | --------------------------- | ----------------- | ------------- | --------- |
| 2016 | Giải Cánh diều                             | Phim truyện truyền hình     | —                 | Cánh diều bạc | [ 5 ]     |
| 2016 | Giải Cánh diều                             | Nữ diễn viên chính xuất sắc | Nguyễn Minh Trang | Đoạt giải     | [ 5 ]     |
| 2016 | Giải Cánh diều                             | Nam diễn viên phụ xuất sắc  | Công Lý           | Đoạt giải     | [ 5 ]     |
| 2017 | Liên hoan Phim Truyền hình Quốc tế Tokyo   | Phim truyện truyền hình     | —                 | Giải đặc biệt | [ 7 ]     |
| 2017 | Liên hoan truyền hình toàn quốc lần thứ 37 | Phim truyền hình            | —                 | Giải vàng     | [ 8 ]     |
| 2017 | Ấn tương VTV                               | Phim truyền hình ấn tượng   | —                 | Đề cử         | [ 1 ]     |